# Нікольське (Міякинський район)
Ні́кольське (рос. Никольское, башк. Никольский) — присілок у складі Міякинського району Башкортостану, Росія. Входить до складу Міякинської сільської ради.
Населення — 59 осіб (2010; 57 в 2002).
Національний склад:
- росіяни — 28%